# Vzácné onemocnění
Vzácné onemocnění či vzácná choroba je chronické a trvalé onemocnění s nízkým výskytem v populaci, podle evropské klasifikace postihuje méně než jednoho člověka na 2 000 obyvatel.
Většina vzácných onemocnění je genetického původu a mnoho z nich se projeví už v dětském věku. Přibližně třetina dětí se vzácným onemocněním se nedožívá svých pěti let. Mezi vzácné choroby se řadí například hemofilie. V Evropě sdružuje národní pacientské organizace zastupující zájmy nemocných Eurordis se sídlem v Paříži.

## Charakteristiky vzácných onemocnění
Vzácná onemocnění jsou vzhledem ke kvantitativnímu vymezení různorodou kategorií. Přibližně 80 % jsou onemocnění genetického původu, další jsou onemocnění získaná během života. Vzácná onemocnění postihují především děti (asi ze 75 %), ale i dospělé.
Pro vzácná onemocnění je charakteristická sada specifických problémů, které vyplývají z jejich okrajového postavení jak v medicíně, tak v oblasti výzkumu a vývoje léčiv. Typický je nedostatek medicínských a vědeckých poznatků o jednotlivých diagnózách, nízký počet expertů schopných poskytnout adekvátní péči i složitá diagnostika (pro většinu onemocnění nejsou stanovena přesná diagnostická kritéria). Pro naprostou většinu vzácných onemocnění neexistuje kauzální léčba. Neobvyklá povaha těchto nemocí je také příčinou problémů v oblasti sociální podpory a péče o pacienty.

## Která onemocnění jsou považována za vzácná?
Jestli je onemocnění považováno za vzácné či nikoli je závisí na dvou faktorech. Administrativním vymezení a skutečnému výskytu onemocnění v rámci vybrané populace.

### Administrativní vymezení
Pro Evropskou unii platí, že onemocnění je považováno za vzácné, pokud postihuje méně než 5 osob z 10 tisíc. V EU dále platí, že se mezi vzácná počítají jen ta onemocnění, která pacienty ohrožují na životě nebo je chronicky poškozují. V jiných zemích jsou stanoveny hranice mírně odlišně.

### Proměnlivost výskytu onemocnění
Výskyt některých onemocnění závisí také na lokalitě. V některých oblastech jsou určitá onemocnění vzácná, v jiných je jejich výskyt v populaci častější.

## Kolik je vzácných onemocnění
Vzácných onemocnění je popsáno více než 6 tisíc. U většiny z těchto onemocnění je však poznání značně omezené a mnohé například nefigurují v Mezinárodní klasifikaci nemocí.

## Počet pacientů se vzácným onemocněním
Odhady v rámci EU vymezují počet pacientů se vzácným onemocněním na cca 30 milionů, tedy 6–8 % populace. V rámci jednotlivých diagnóz je sice pacientů malé množství, počet diagnóz je však velký.

## Povědomí o vzácných onemocněních
První den vzácných onemocnění byl vyhlášen v Evropě a zároveň v Kanadě a USA na 29. února 2008. Od té doby je Den vzácných onemocnění vyhlašován každoročně na poslední únorový den. Do aktivit ke Dni vzácných onemocnění se zapojují i sdružení pacientů v ČR, například Česká asociace pro vzácná onemocnění (ČAVO).

## Referenční portál pro vzácná onemocnění
Orpha.net je mezinárodní organizací se sídlem v Paříži, která se zabývá shromažďováním, tříděním a evaluací informací o vzácných onemocněních (seznam a klasifikace vzácných onemocnění, adresář služeb: klinická pracoviště, laboratoře, výzkumné projekty, registry, klinické studie a pacientské organizace, seznam léčivých přípravků pro vzácná onemocnění, doporučené postupy a zprávy a další). Veškeré informace dává bezplatně k dispozici prostřednictvím vyhledávacích nástrojů jak pro lékaře, tak pro pacienty. Informace jsou dostupné v sedmi jazycích.

## Zdravotní politika a vzácná onemocnění
Základními politickými dokumenty v oblasti vzácných onemocnění jsou Strategie vlády ČR pro vzácná onemocnění z roku 2010 a Národní akční plán pro vzácná onemocnění na léta 2012–2014. Národní plán realizuje Meziresortní a mezioborová pracovní skupina pro vzácná onemocnění při Ministerstvu zdravotnictví ČR.
Na úrovni Evropské unie se problematice vzácných onemocnění věnují především Nařízení Rady o léčivých přípravcích z roku 1999 pro vzácná onemocnění a Doporučení Rady o evropské akci v oblasti vzácných onemocnění.

## Sdružení pacientů se vzácnými onemocněními
Neziskové organizace zaměřené na pomoc pacientům se vzácnými onemocněními fungují na úrovni jednotlivých diagnóz či diagnostických skupin (např. metabolické vady). Na národní úrovni se sdružují v České asociaci pro vzácná onemocnění. Na evropské úrovni v organizaci Eurordis. Mezinárodní spolupráci pacientů v rámci jednotlivých diagnóz je věnován projekt RareConnect.